# Tetrahydropyraan
Tetrahydropyraan is een cyclische ether met als brutoformule C5H10O. De zuivere stof komt voor als een kleurloze en hygroscopische vloeistof met een onaangename zure geur. Ze is matig oplosbaar in water. Aangezien tetrahydropyraan zeer gemakkelijk ontplofbare peroxiden vormt, wordt aan het commercieel verhandelde product een stabilisator toegevoegd.

## Synthese
Tetrahydropyraan kan bereid worden door de katalytische hydrogenering van 2,3-dihydropyraan, doorgaans met raneynikkel als katalysator.
Een alternatieve methode is de intramoleculaire Williamson-ethersynthese. Daartoe wordt uitgegaan van 5-broom-1-pentanol, dat gedeprotoneerd wordt.

## Toepassingen
Tetrahydropyraan wordt in de organische chemie als oplosmiddel gebruikt bij het uitvoeren van Grignard-reacties. Dit vanwege het feit dat de etherfunctie het in situ gevormde Grignard-reagens (een organomagnesiumhalogenide) stabiliseert door coördinatie. Daarnaast treedt het bij organische synthesen op als een beschermende groep voor alcoholen en thiolen. Daartoe wordt een alcohol (2) met 2,3-dihydropyraan (1) in reactie gebracht, onder invloed van een zure katalysator:
De resulterende tetrahydropyranylgroep (3) is bestand tegen basische omstandigheden, maar wordt bij zure omstandigheden weer omgezet naar het oorspronkelijke alcohol.